# Barakoma Airport
Barakoma Airport (IATA: VEV, ICAO: AGBA) este un aeroport din Insulele Solomon.
Situat la o altitudine de 14 m, aeroportul dispune de o singură pistă.